# Good tradition
Good tradition is de debuutsingle van Tanita Tikaram. Het is afkomstig van haar debuutalbum Ancient heart. Het lied werd in eerste instantie op single uitgebracht, maar er kwam geen schot in de verkoop. In de Britse Single top 50 deed het er vijf weken over om zichtbaar te worden. De verkoop kreeg wel een klein zetje mee, omdat de artieste een speciale uitgave uitgaf met het verhaal achter het lied en een handtekening van haarzelf.
Het lied gaat over dat je nog zoveel meningsverschillen kan hebben met je familie, je je altijd veilig bij kunt voelen. Ruzies blijven achter bij de open haard.
In het nummer spelen twee “grootheden” mee uit de progressieve rock, die hun eigen hits hadden. Rod Argent van The Zombies en Argent beroerde de toetsinstrumenten, Peter Van Hooke speelde bij Van Morrison en Mike and the Mechanics slagwerk. Zij traden ook op als producers.

## Hitnotering
Uiteindelijk zou de single tien weken in de Britse hitlijst staan; ze haalde daar een tiende plaats. Het zou haar grootste hit blijven aldaar.

### Nederlandse Top 40
Ze haalde alleen de tipparade van deze hitlijst.

### NederlandseDaverende 30
| Positie: | 70 | 53 | 46 | 51 | 61 | 83 | 89 | uit |

### BelgischeBRT Top 30
Deze lijst werd niet gehaald

### VlaamseUltratop 50
| Positie: | 39 | uit |

### NPO Radio 2 Top 2000
Good Tradition stond alleen in 1999 in de NPO Radio 2 Top 2000, op plek 1881.